# Villa d'Aleksandar Pavlović à Zlatibor
La villa d'Aleksandar Pavlović à Zlatibor (en serbe cyrillique : Вила Александра Павловића у Златибору ; en serbe latin : Vila Aleksandra Pavlovića u Zlatiboru) se trouve à Zlatibor, dans la municipalité de Čajetina et dans le district de Zlatibor, en Serbie. Elle est inscrite sur la liste des monuments culturels protégés de la république de Serbie (identifiant no SK 190).

## Présentation

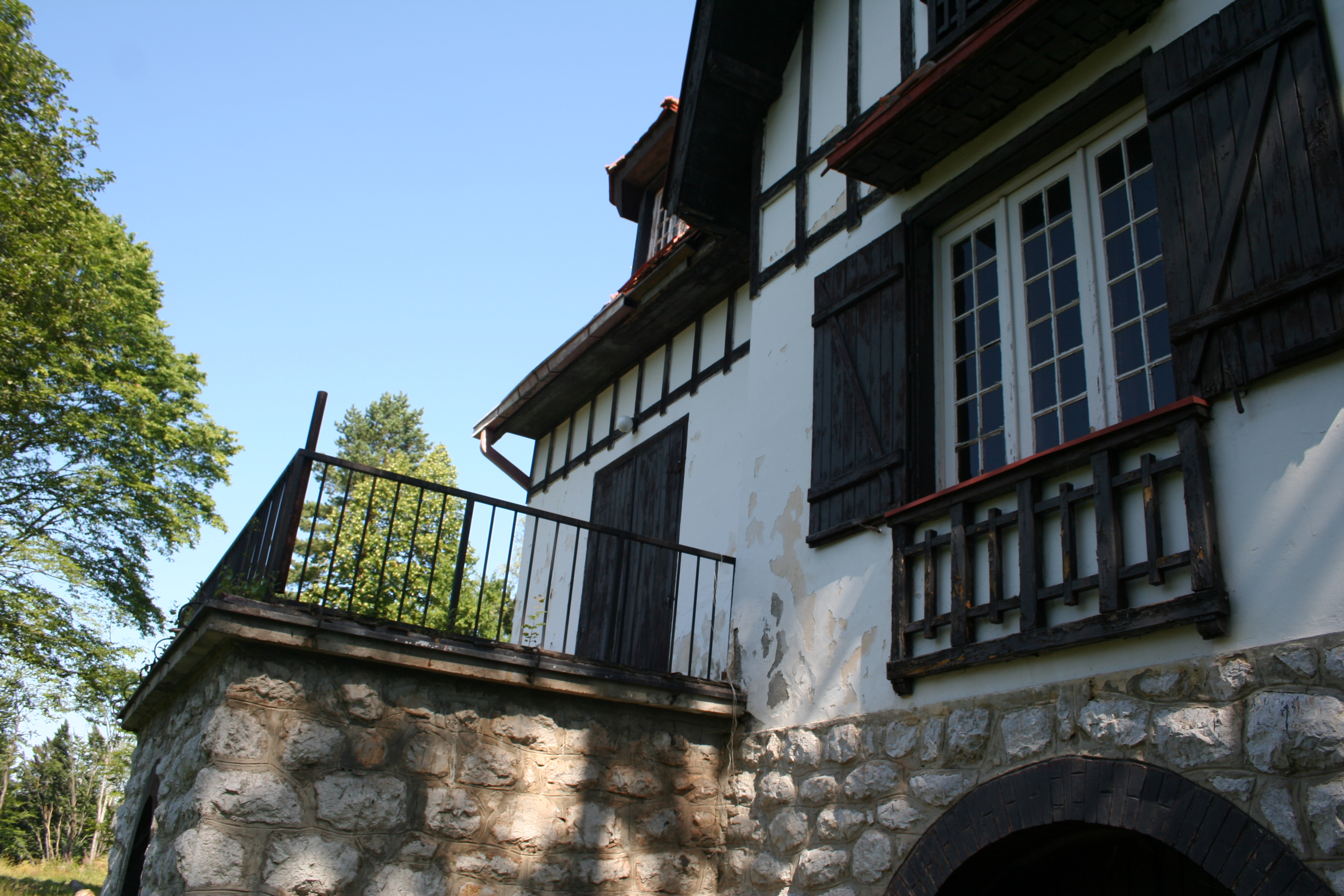
Autre vue de la maison.

La villa d'Aleksandar Pavlović ou « villa de Tito », est située au centre de la ville de Zlatibor. Après avoir appartenu à l'avocat Aleksandar Pavlović, elle est devenue la « villa de Tito », même si Josip Broz Tito n'y a probablement jamais séjourné. Après avoir été expropriée et utilisée par la Radio-télévision de Serbie (RTS), elle a été restituée à ses propriétaires.
Elle a été construite par l'architecte Milutin Borisavljević en 1937.

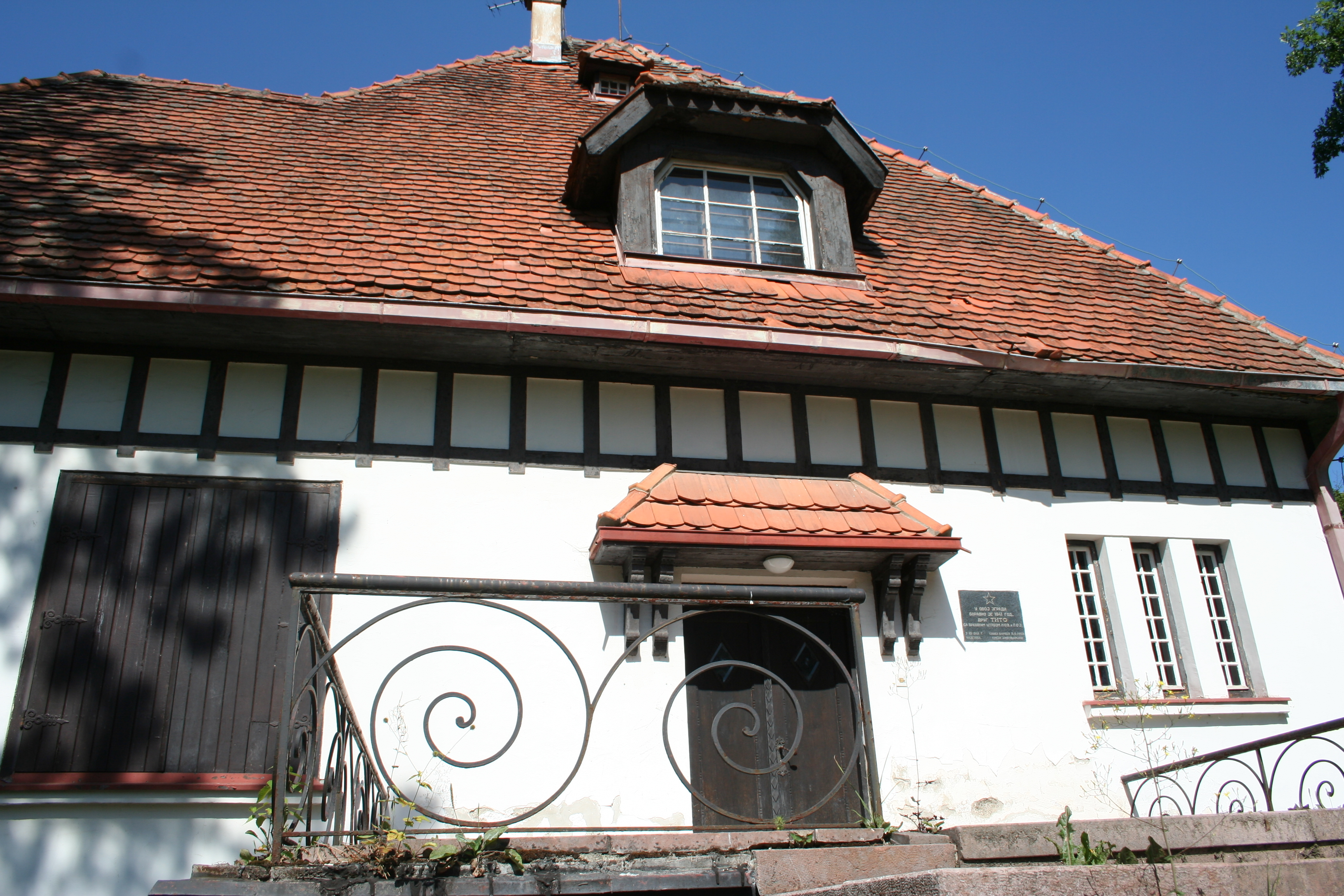
Détail de la façade principale.